# Amt Süderlügum

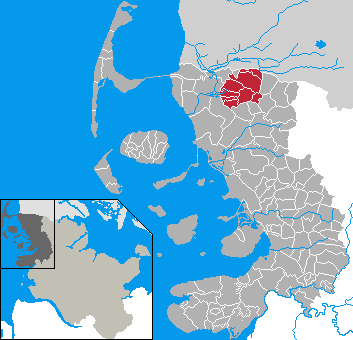
Lage des ehem. Amtes Süderlügum im Kreis Nordfriesland

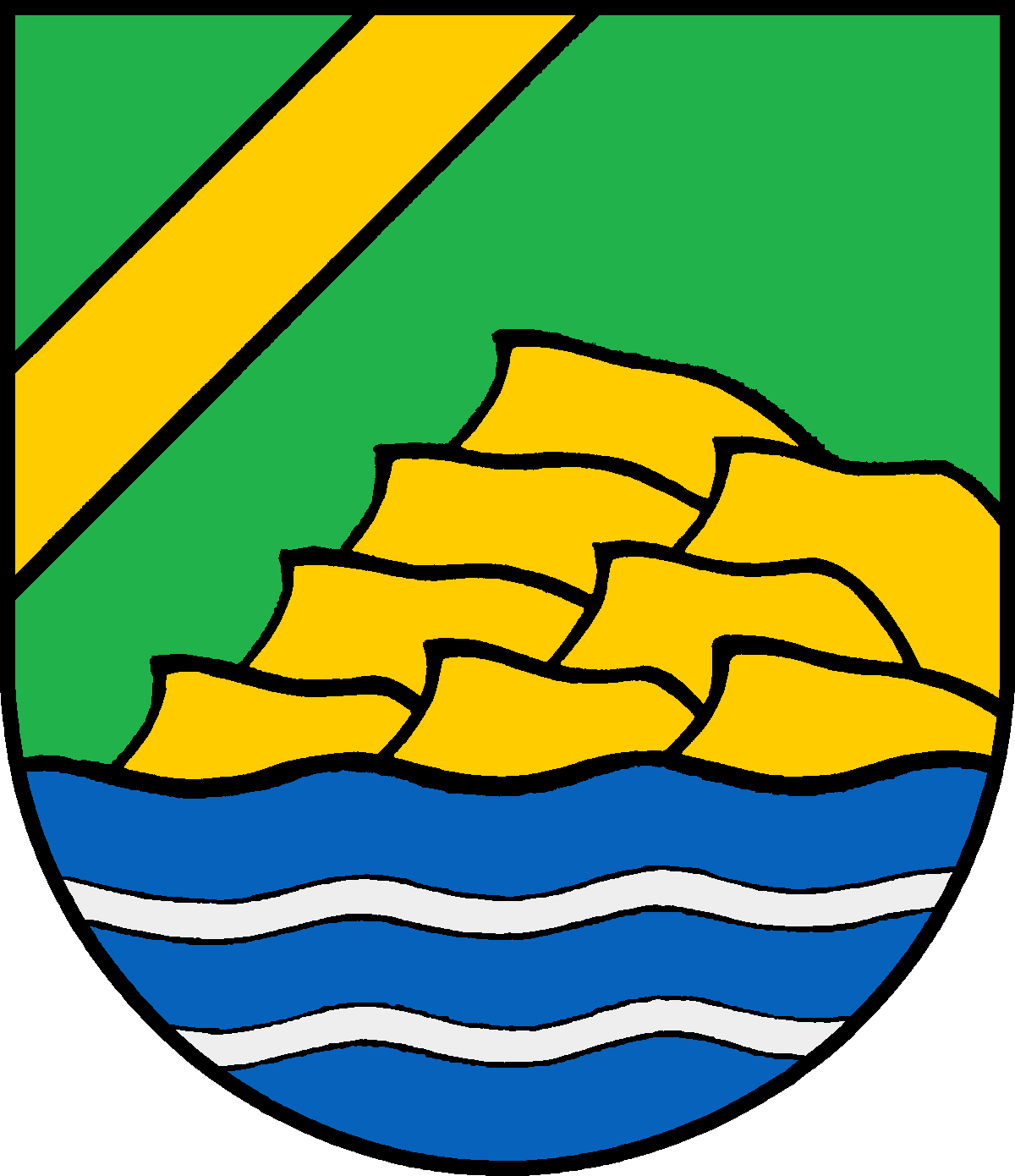
Wappen des ehem. Amtes Süderlügum

Das Amt Süderlügum war ein Amt im Kreis Nordfriesland in Schleswig-Holstein. Sitz der Amtsverwaltung war Süderlügum.
Das Amt hatte eine Fläche von knapp 90 km² und zuletzt 4600 Einwohner in den Gemeinden
1. Bosbüll
2. Braderup
3. Ellhöft
4. Holm
5. Humptrup
6. Lexgaard
7. Süderlügum
8. Uphusum

## Geschichte
1889 wurde im Kreis Tondern der Amtsbezirk Süderlügum gebildet. Er bestand aus den acht Gemeinden Böglum, Braderup, Ellhöft, Holm, Humptrup, Süderlügum, Uphusum und Wimmersbüll sowie aus einem Teil des Gutsbezirks Herrschaftlicher Gotteskoog. Nach Auflösung des Gutsbezirks werden die im Amtsbezirk liegenden Flächen in die Gemeinden Holm, Humptrup, Uphusum und Wimmersbüll eingegliedert. Die Gemeinde Böglum wurde 1935 nach Ellhöft eingemeindet.
1948 wurde der Amtsbezirk aufgelöst und die sieben Gemeinden bildeten das Amt Süderlügum. Mit Auflösung des Amtes Klixbüll kamen 1966 die beiden Gemeinden Bosbüll und Lexgaard zum Amt. 1970 wurde Wimmersbüll nach Süderlügum eingemeindet.
Zum 1. Januar 2008 schlossen sich Gemeinden des Amtes mit der Stadt Niebüll, der Gemeinde Leck und den Gemeinden der Ämter Bökingharde, Karrharde und Wiedingharde zum Amt Südtondern zusammen.

## Wappen und Flagge

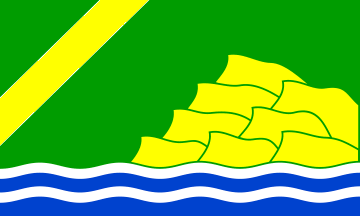
Flagge des Amtes Süderlügum

Blasonierung: „Über blau-silbernen Wellen in Grün unter einem erhöhten, schräglinken goldenen Balken acht goldene, die Form eines Achtberges bildende, vorn steil und hinten flach ansteigende Dünen.“